# Chrysobothris cupressicona
Chrysobothris cupressicona es una especie de escarabajo del género Chrysobothris, familia Buprestidae. Fue descrita científicamente por Barr & Westcott en 1976.
Se encuentra en América del Norte.